# Broadway–Calle Lafayette (línea de la Sexta Avenida)
Broadway–Calle Lafayette es una estación expresa en la línea de la Sexta Avenida del Metro de Nueva York de la B del Independent Subway System (IND). La estación se encuentra localizada en los barrios NoHo, SoHo en Manhattan entre la Calle Houston, la Calle Lafayette y Broadway. La estación es servida todo el tiempo por los trenes del servicio , ,  y .